# Negative FX
A Negative FX amerikai punkegyüttes.

## Története
1981-ben alakultak meg Bostonban. Mindössze öt koncertet játszottak. Egy nagylemezt, egy EP-t és egy válogatáslemezt dobtak piacra.  Rövid pályafutásuk ellenére a nyolcvanas években népszerű "straight edge" irányzat egyik legjelentősebb képviselői voltak. A zenekar gyors, dallamtalan punkot játszott. 1984-ben feloszlottak. A ma népszerű punk-rock zenekar, a NOFX erről a zenekarról nevezte el magát, mikor az alapító tag, Eric Melvin meghallgatta a lemezüket, úgy döntött, hogy hasonló nevet ad a saját együttesének. Eleinte NO-FX volt a nevük, de az évek során a kötőjelet elhagyták az elnevezésből. Lemezkiadóik: Taang! Records, Distortions Records, Reflex/Wolfpack Records. Feloszlásuk után Jack Kelly a Last Rights és a Slapshot zenekarokba "vándorolt" át.

## Tagok
- Patrick Raffery - gitár
- Rich Collins - basszusgitár
- Dave Brown - dobok
- Jack Kelly ("Choke") - éneklés

## Diszkográfia
- Negative FX (stúdióalbum, 1984, 1989-ben újból kiadták)
- Discography & Live (válogatáslemez, 2002)
- Government War Plans EP (2003, korai demókat tartalmaz)